# 台灣教會合作協會
台灣教會合作協會（The National Council of Churches of Taiwan，NCCT）於1960年10月20日由台灣基督長老教會、台灣聖公會、台灣信義會與中華基督教衛理公會四個教派在台中市東海大學共同舉辦之「基督教會工作座談會」，隨後又召開幾次會議共同計畫如何在傳福音宣教活動上有更密切之合作。各教派認同此為來自上帝之美事，於是於1963年第一次舉辦「教會諮詢委員會」，教會合作協會以加強各教會間友誼、促進有關事工之合作、辦理社會公益慈善與教會事業、傳達時代需要、參與世界宣教傳福音工作、實現在基督裡合一等目的為宗旨。所以舉辦多項活動如聯合崇拜、世界公禱日、基督徒合一祈禱週。、關懷亞洲紀念禮拜、基督徒運動會等。

## 歷史
- 1963年第一次舉辦「教會諮詢委員會」。
- 1967年台灣天主教會正式加入會員。
- 1969年更名為「教會合作協會」。
- 1991年於台北YMCA城中會所舉行成立大會，成為政府立案之法人組織。

## 會員
- 台灣基督長老教會
- 天主教會臺灣地區主教團
- 中華基督教衛理公會
- 台灣聖公會
- 台灣信義會
- 台灣基督正教會
- 台灣聖經公會
- 台灣基督教青年協會
- 中華民國基督教女青年會
- 台灣視聽聯合會
- 馬偕醫院
- 基督教福利會
- 勵馨基金會 [2]

## 國際性基督徒合一組織
- 普世教會協會（WCC）
- 亞洲基督教協會（CCA）

## 外部連結
- 台灣教會合作協會的Facebook專頁